# Croton hirtus
Espèce
Croton hirtus est une espèce de plantes à fleurs du genre Croton et de la famille des Euphorbiaceae présente dans les Caraïbes, du Mexique au nord de l'Argentine.
Il a pour synonymes :
- Croton glandulosus subsp. hirtus (L'Hér.) Croizat
- Croton glandulosus var. hirtus (L'Hér.) Müll.Arg.
- Croton glandulosus var. subincanus Müll.Arg.
- Oxydectes glandulosa var. hirta (L'Hér.) Kuntze
- Podostachys hirta (L'Hér.) Klotzsch